# Dorian Lough
Dorian Tristan Lough (Kensington (Londen), 27 april 1966) is een Brits acteur.

## Carrière
Lough begon in 1995 met acteren in de televisieserie Medics, waarna hij nog meerdere rollen speelde in televisieseries en films. Hij is vooral bekend van zijn rol als David Satchell in de televisieserie Trial and Retribution waar hij in 32 afleveringen speelde (1997-2009).

## Filmografie

### Films
Uitgezonderd korte films.
- 2023 Haunting of the Queen Mary - als Bittner
- 2020 The Duke - als DI Macpherson
- 2017 My Cousin Rachel - als Gabriel
- 2016 Brimstone - als straatpredikant
- 2015 Far from the Madding Crowd - als deurwaarder
- 2012 Bel Ami - als verteller
- 2003 Lucky Jim - als taxichauffeur
- 2000 The Low Down - als squash speler
- 2000 The Last Musketeer - als Tel Fletcher
- 1999 Notting Hill - als luidruchtige man in restaurant
- 1998 Macbeth - als Seyton

### Televisieseries
Uitgezonderd eenmalige gastrollen.
- 2023 The Gold - als Donnie - 2 afl.
- 2020-2022 The Last Kingdom - als Burgred - 6 afl.
- 2020 White House Farm - als DI Cresswell - 4 afl.
- 2019-2020 The Trial of Christine Keeler - als Len - 5 afl.
- 2017 Prime Suspect 1973 - als Clay Whiteley - 3 afl.
- 2016 The Witness for the Prosecution - als rechercheur Breem - 2 afl.
- 2016 New Blood - als DI Martin Heywood - 7 afl.
- 2014-2015 Nightmare Next Door - als verteller - 6 afl.
- 2014 Peaky Blinders - als Mario - 3 afl.
- 2014 The Smoke - als Billy the Mince - 8 afl.
- 2012 Silent Witness - als dr. Tom Ross - 2 afl.
- 2011 Strike Back - als Rob Bailey - 2 afl.
- 2011 Waking the Dead - als Jason Heath - 2 afl.
- 2009 The Bill - als Damian Tucker - 2 afl.
- 1997-2009 Trial and Retribution - als Dave Satchell - 34 afl.
- 2009 The Bill - als DS Craig Shand - 2 afl.
- 2004-2005 EastEnders - als Ray - 9 afl.
- 2003 Charles II: The Power & the Passion - als Clifford - 3 afl.
- 1999 The Vice - als Andy Cooke - 2 afl.